# Point of Rocks, Wyoming
Point of Rocks är en liten ort i Sweetwater County i den amerikanska delstaten Wyoming, med 3 invånare vid 2000 års folkräkning.

## Geografi
Orten är belägen omkring 40 kilometer öster om countyts största stad Rock Springs, vid motorvägen Interstate 80.

## Historia
Orten var plats för diligensstationen Almond Stage Station, uppförd 1862 för Ben Holladays diligenstrafik på Overland Trail. Point of Rocks fick en station på Union Pacifics transkontinentala järnväg 1868, som senare lades ned när gruvdriften i området avtog.

## Näringsliv
I orten ligger Jim Bridger-kolkraftverket, som ägs av PacifiCorp och Idaho Power. Kraftverket producerar 2 110 MW och är ett av de största kolkraftverken i sitt slag i västra USA.